# Zlokutyane (Lipkovo)
Zlokutyane (macedónul: Злокуќане, albánul Zllakuçani) település Észak-Macedóniában, a Északkeleti körzetben, Lipkovo községben.

## Népesség
| Lakosok száma | 163  | 166  | 121  | 71   | 68   |      | 26   | 12   | 3    |
|               | 1948 | 1953 | 1961 | 1971 | 1981 | 1991 | 1994 | 2002 | 2021 |

- 2002-ben 12 lakosa volt, akik mindannyian albánok.